# Burcht Ehrenfels
De Burcht Ehrenfels (Duits: Burg Ehrenfels) is een aan de Rijn gelegen hoogteburcht bij de stad Rüdesheim am Rhein. Als onderdeel van het Boven Midden-Rijn werd de ruïne in 2002 ingeschreven op de lijst van het werelderfgoed van UNESCO vanwege de unieke combinatie van geologisch, historisch en cultureel erfgoed.
De burcht ligt in een gebied met veel wijnbouw. Van de  ooit 600 m² grote tolburcht bleven de 4,6 meter dikke, 20 meter hoge verdedigingsmuren met de twee 33 meter hoge hoektorens en resten van het paleis en een poortgebouw bewaard.

## Beschrijving

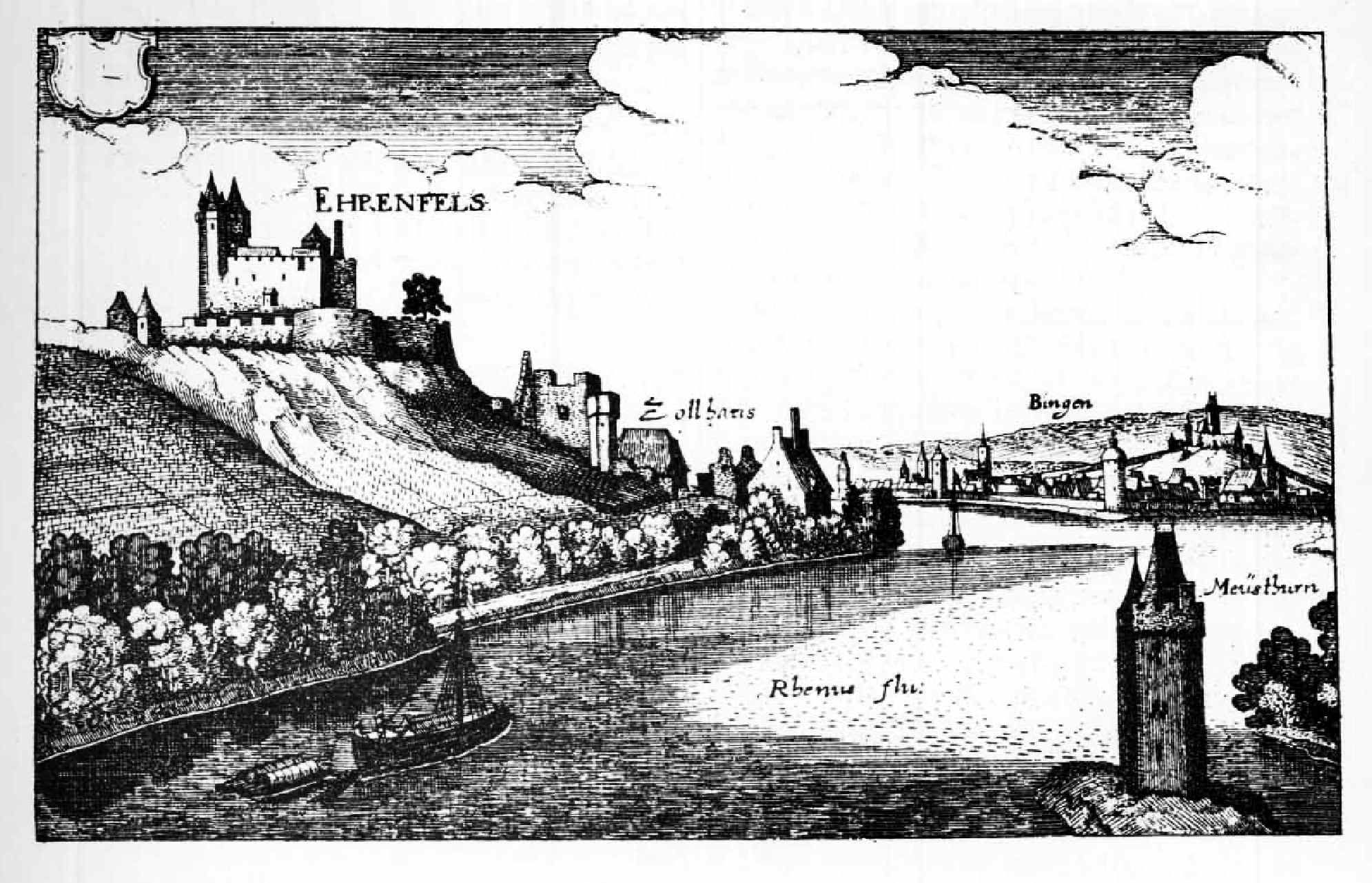
Ehrenfels 1646

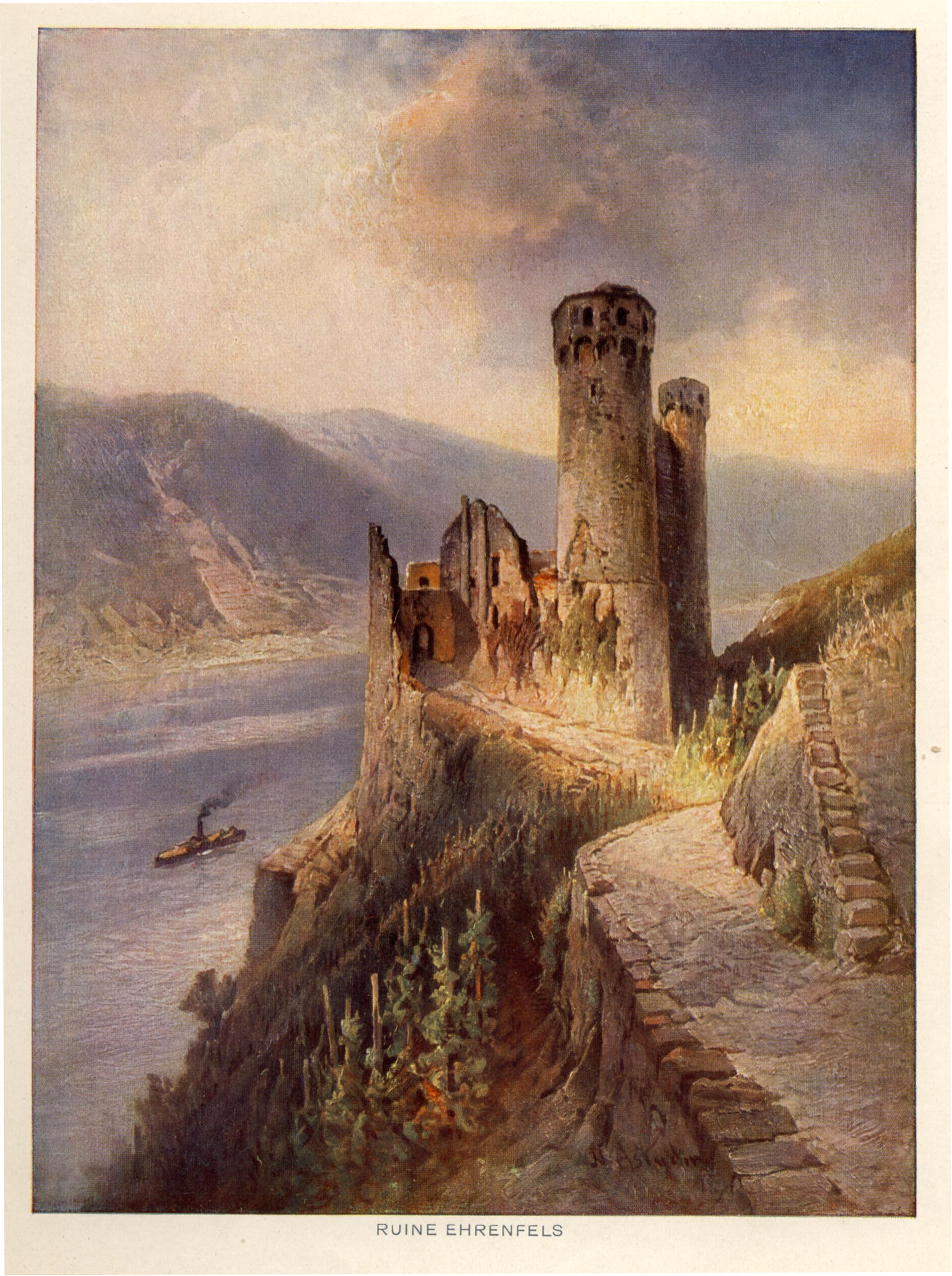
De ruïne in de 19e eeuw

Aan de bergkant bevindt zich de schildmuur met de beide ronde hoektorens in het westen en oosten. Deze muur, de resten van een gebouw in het westen, het drie verdiepingen tellende paleis aan de Rijnkant en de ringmuur in het oosten begrenzen een binnenhof met een cisterne. De toegang volgde ooit vanuit het oosten via een voorburcht met poortgebouw. Hiervan zijn slechts de fundamenten nog te herkennen. Onder het paleis bevond zich de dwingel.    

## Geschiedenis
De burcht werd rond 1210 gebouwd door de ministeriaal Philip van Bolanden in opdracht van aartsbisschop Siegfried II van Eppenstein om de Rijngouw tegen de aanvallen vanuit het noorden te beschermen. Omdat een steile helling de burcht naar het zuiden afschermde, hoefde het complex slechts naar het noorden toe te worden beschermd door een diepe gracht. Na de dood van Philip van Bolanden in 1220 maakte het aartsbisdom Mainz aanspraak op het bezit van de burcht toen zijn weduwe hertrouwde met de heer van Heinsberg. In 1222 werd de burcht bij koninklijk besluit aan het aartsbisdom toegewezen, die de burcht liet bezetten door burchtmannen.
Met de bouw van de Muizentoren in de Rijn in 1270 kwam de controle op het scheepsverkeer in de Rijn geheel in handen van de strategisch gelegen burcht. Behalve een aantal in een register vermelde edelen betaalde iedereen die op deze plaats over de Rijn voer tol. Ondanks de profijtelijke tolheffing zag de aartsbisschop zich om financiële redenen later gedwongen om de burcht te verpanden aan domproost Koenraad II van Falkenstein, die Ehrenfels verder uitbouwde tot een haast onneembare vesting. Desondanks wist aartsbisschop Gerlach in 1356 met een list weer de controle over de burcht te krijgen. Zelfs in het oorlogsjaar 1631, toen de Dertigjarige Oorlog woedde, leed de burcht weinig schade. 
Pas nadat de troepen van Lodewijk XIV in 1688 de burcht bezetten, trad de ondergang ervan in. Tijdens de aftocht van de Fransen werden in 1689 op last van Nicolas Chalon du Blé grote delen van de burcht verwoest, waarop het tolstation werd verplaatst naar Bingen. Mainz toonde verder geen interesse meer in Ehrenfels en de burcht werd aan het verval prijsgegeven. Een deel ervan werd met de aanleg van meer wijngaarden geslecht.
Ook in 1945, toen de deelstaat Hessen het ruïnecomplex in handen kreeg, werd weinig ondernomen om het verval tegen te gaan. Pas in de jaren 1990 stelde de deelstaat middelen ter beschikking om de ruïne in stand te houden. Het werd bezoekers mogelijk gemaakt om met een stalen trap de beide hoektorens weer te beklimmen. Vanaf de torens heeft men uitzicht over de Rijn en Bingen met de burcht Klopp en de Rochuskapel.